# سیارک ۱۹۳۵
سیارک ۱۹۳۵ (به انگلیسی: 1935 Lucerna، نامگذاری:1973RB) هزار و نهصد و سی و پنجمین سیارک کشف شده‌است که در ۲ سپتامبر ۱۹۷۳ کشف شد.
قدر مطلق سیارک برابر ۱۳٫۰۰ است.